# Banda de Gaitas Mieres del Camín
La banda de gaitas Mieres del Camin es una agrupación folclórica de la ciudad Asturiana de Mieres en España.
La banda de gaitas, al igual que su escuela de música tradicional, fue fundada en el año 1991 por José Ángel Hevia Velasco, fue su director hasta el año 2001. En sus primeros años la banda empleó gaitas asturianas en Do, tambores y bombo tradicional.
Actualmente, la banda está dirigida por Borja Baragaño, y está compuesta por 12 gaitas asturianas en Si Bemol, 2 timbales tenores, 3 cajas de alta tensión y un bombo. La sección de percusión está dirigida por Pelayo G. García.
Su repertorio está compuesto principalmente por temas tradicionales asturianos, pero también por temas irlandeses, escoceses, gallegos y de composición propia. En 1996 la banda publica su primer disco ``El Trébole de San Xuan´´, en el que colaboran el grupo L´Artusu, la banda de música de Mieres y la Bandona de Asturies compuesta por las bandas de gaitas de Villaviciosa, Candás y Ribadesella.
En el año 2001 participó en el I Campeonato de Bandas de Gaitas Asturianas, quedando en sexto lugar.

## Actuaciones
A lo largo de sus 15 años de historia, la banda de gaites Mieres del Camin ha recorrido innumerables escenarios nacionales e internacionales, destacando actuaciones como la del Festival intercéltico de Lorient en los años 1991, 1995 y 1998 y el festival de la dance bretonne de Saint Loup en 1994, ambos eventos en Bretaña y sus actuaciones en Irlanda. Ha acompañado al popular gaitero José Ángel Hevia a Estados Unidos y Japón entre otros países. Dentro de España ha actuado en la fiesta de Moros y Cristianos de la ciudad de Onteniente, en Valencia, en los años 1995, 2001 y 2007, y en los San Fermines de Pamplona.
- Datos: Q5718307